# Semysmauchenius
Semysmauchenius is een geslacht van spinnen uit de familie Mecysmaucheniidae.

## Soorten
- Semysmauchenius antillanca Forster & Platnick, 1984